# Daddy and them – Durchgeknallt in Arkansas
Daddy and them – Durchgeknallt in Arkansas (Daddy and Them) ist eine US-amerikanische White Trash–Filmkomödie von und mit Billy Bob Thornton aus dem Jahr 2001.

## Handlung
Ruby Montgomery lebt in einer Provinzstadt im Süden der USA. Sie ist auf ihre Schwester Rose eifersüchtig, die vor ungefähr zwanzig Jahren eine Freundin des Ehemanns von Ruby, Claude, war. Claude erwidert ihre Vorwürfe immer wieder, Ruby sei damals mit 13 Jahren noch zu jung für Sex gewesen.
Rubys Mutter Jewel wirft Claude häufig vor, er sei im Leben nicht erfolgreich genug. Der Mann lebt von Aushilfsjobs, beim letzten verdient er kaum mehr als fünf Dollar pro Stunde. Er bittet einen Verkäufer im Laden, die Wurst dünner zu schneiden und sie ihm auf Kredit zu geben. Der Verkäufer erwidert, Claude sei bei ihm bereits zu hoch verschuldet. Claude regt sich zuerst auf und wirft die Wurst auf den Verkäufer, dann beruhigt er sich und wiederholt seine Bitte.
Hazel Montgomery, ein Onkel von Claude, begeht einen Mordversuch und wird verhaftet. Die Familie versammelt sich in Little Rock, wo sie Hazel besucht. Am Abend des ersten Tages gehen Ruby und Claude nach draußen, sie haben Sex auf der Motorhaube eines Autos. Dort schlafen sie halbnackt ein und werden so von einem der Verwandten gefunden.
Die Familie betrinkt sich. Die Runde wird um die miteinander verheirateten Anwälte Elaine und Lawrence Bowen erweitert, die mit der Verteidigung von Hazel betraut werden.

## Kritiken
David Nusair schrieb in Reel Film Reviews, der Film beinhalte nichts Überdurchschnittliches, die Darstellungen und das Drehbuch würden ihn jedoch erwähnenswert machen. Die Charaktere seien zum Anfang unangenehm und würden ihre Zeit den Kleinkriegen widmen. Sie würden sich später entwickeln und zum Schluss „liebenswert“ werden. Billy Bob Thornton habe als Regisseur seit seinem früheren Film All die schönen Pferde große Fortschritte gemacht.
Das Lexikon des internationalen Films schrieb, der Film sei eine „derbe“ „Tragikomödie um eine "White Trash"-Familie, deren Mitglieder sich durch Marotten und Eigentümlichkeiten auszeichnen“. Das Darstellerensemble überzeuge „mit recht genauen Alltagsbeobachtungen“.

## Hintergrund
Der Film wurde in Cabot (Arkansas) und in Little Rock gedreht. Seine Produktionskosten betrugen schätzungsweise 4 Millionen US-Dollar. Der Film hatte seine Weltpremiere am 6. Juni 2001 auf dem Newport International Film Festival.

## Trivia
Es war der letzte Film mit Jim Varney, da dieser am 10. Februar 2000 an Lungenkrebs verstarb.